# Сантијаго Сегура
Сантијаго Сегура (шп. Santiago Segura; Мадрид, 17. јула 1965) је шпански глумац, сценариста, продуцент и редитељ. Најпознатији по улози у филмском серијалу Торенте, који је сам режирао и за који је написао сценарио. Такође је добитник престижне шпанске филмске награде Гоја.

## Биографија
Рођен је 1965. године у предграђу Мадрида. Студирао је уметност на Универзитету Комплутенсе де Мадрид, а након тога се посветио раду на филму.
Први краткометражни филм Relatos de la medianoche урадио је 1989. Са својим краткометражним филмовима учествује на многим филмским фестивалима где упознаје редитеља Алекса де ла Иглесија који му нуди мању улогу у филму Мутантска акција (1993). Две године после, у филму истог редитеља Дан звери (1995), остварује улогу која га је учинила популарним у Шпанији и са којом осваја награду Гоја за најбољег младог глумца.
Планетарну славу постиже са филмом Торенте: Глупа рука закона (1998), црнохуморном акционом комедијом о бившем мадридском полицајцу. Филм је имао скоро 3 милиона гледалаца у Шпанији, а Сегура с њим осваја награду Гоја за најбољег редитеља дебитанта. Након првог дела уследили су Торенте 2: Мисија у Марбељи (2001), Торенте 3: Неспособни заштитник (2005), Торенте 4: Иза решетака (2011) и Торенте 5: Мисија Еуровегас (2014). Филмски серијал Торенте је са својих пет наставака најуспешнији комерцијални производ шпанског филма.
Био је један од многих познатих личности из Шпаније који су демонстрирали против рата у Ираку током седамнаестог издања Награде Гоја. У вези је са Маријом Амаро (ради на телевизији) са којом има две ћерке, Калму (рођена 2008) и Сирену (рођена 2013). Живи у Мадриду.

## Изабрана филмографија
| Година | Филм                            | Редитељ |
| ------ | ------------------------------- | ------- |
| 2014   | Торенте 5: Мисија Еуровегас     |         |
| 2011   | Торенте 4: Иза решетака         |         |
| 2005   | Торенте 3: Неспособни заштитник |         |
| 2003   | Изван Реаниматора               |         |
| 2002   | Блејд 2                         |         |
| 2001   | Торенте 2: Мисија у Марбељи     |         |
| 1998   | Торенте                         | да      |
| 1997   | Пердита Дуранго                 |         |
| 1995   | Дан звери                       |         |